# 1840

1840 (số La Mã: MDCCCXL) là một năm nhuận bắt đầu vào thứ Tư trong lịch Gregory.

## Sự kiện

### Tháng 6
- 28 tháng 6 – Chiến tranh Nha phiến lần thứ 1 bùng nổ

### Tháng 7
- 2 tháng 7 – Quân Anh xâm phạm Hạ Môn Phúc Kiến
- 5 tháng 7 – Quân Anh xâm chiến Định Hải

## Sinh
- 24 tháng 1 – Ernst Abbe-nhà vật lý, nhà thiên văn, doanh nhân Đức (mất 1905)
- 3 tháng 2 – Augustus Frederick Lindley-sĩ quan Hải quân Hoàng gia Anh (mất 1873)
- 10 tháng 2 – Per Teodor Cleve-nhà hóa học, nhà địa chất học Thụy Điển (mất 1905)
- 14 tháng 3 – Nguyễn Phúc Hồng Tiệp, tước phong Mỹ Lộc Quận công, hoàng tử con vua Thiệu Trị (m. 1863).
- 16 tháng 3 – Shibusawa Eiichi-nhà công nghiệp Nhật Bản (mất 1931)
- 2 tháng 4 – Émile Zola-nhà văn Pháp (mất 1902)
- 7 tháng 5 – Pyotr Ilyich Tchaikovsky-nhà soạn nhạc Nga (mất 1893)
- 13 tháng 5 – Alphonse Daudet-nhà văn Pháp (mất 1897)
- 2 tháng 6 – Thomas Hardy-nhà văn, nhà thơ Anh (mất 1928)
- 24 tháng 6 – Émile Duclaux-nhà vi sinh vật học, nhà hóa học Pháp (mất 1904)
- 28 tháng 7 – Edward Drinker Cope-nhà cổ sinh vật học, nhà giải phẫu học đối sánh Mỹ (mất 1897)
- 14 tháng 8 – Richard von Krafft-Ebing-bác sĩ tâm thần Áo (mất 1902)
- 21 tháng 9 – Murad V, sultan của Đế quốc Ottoman (mất 1904)
- 15 tháng 10 – Nguyễn Phúc Trinh Nhu, phong hiệu Mỹ Trạch Công chúa, công chúa con vua Minh Mạng (m. 1902).
- 16 tháng 10 – Kuroda Kiyotaka-chính trị gia Nhật Bản (mất 1900)
- 12 tháng 11 – Auguste Rodin-họa sĩ, nhà điêu khắc Pháp (mất 1917)
- 14 tháng 11 – Claude Monet-họa sĩ Pháp (mất 1926)
- 15 tháng 11 – Aleksey Nikolayevich Apukhtin-nhà văn, nhà thơ Nga (mất 1893)
- 17 tháng 12 – Nozu Michitsura-nguyên soái lục quân Nhật Bản (mất 1908)
- Không rõ – Nguyễn Phúc Thận Huy, phong hiệu An Phục Công chúa, công chúa con vua Thiệu Trị (m. 1857).
- Không rõ – Nguyễn Phúc Ý Phương, phong hiệu Đồng Phú Công chúa, công chúa con vua Thiệu Trị (m. 1915).

## Mất
- 13 tháng 2 – Hiếu Toàn Thành hoàng hậu-hoàng hậu nhà Thanh
- 2 tháng 3 – Heinrich Wilhelm Matthäus Olbers-bác sĩ, nhà thiên văn Đức (sinh 1758)
- 25 tháng 4 – Siméon-Denis Poisson-nhà toán học, nhà vật lý Pháp (sinh 1781)
- 7 tháng 5 – Caspar David Friedrich-họa sĩ Đức (sinh 1774)
- 7 tháng 6 – Friedrich Wilhelm III-vua Vương quốc Phổ (sinh 1770)
- 27 tháng 5 – Niccolò Paganini-nghệ sĩ violin, viola, guitar, nhà soạn nhạc Ý (sinh 1782)
- 18 tháng 10 – Nguyễn Phúc Nhu Thuận, phong hiệu Phong Hòa Công chúa, công chúa con vua Minh Mạng (s. 1819).
- 5 tháng 11 – Kharak Singh-vua Ấn Độ (sinh 1801)
- 11 tháng 12 – Thiên hoàng Kōkaku (sinh 1771)
- Không rõ – Ngô Thì Du, nhà văn, quan nhà Nguyễn (sinh 1772)
- Không rõ – Phan Huy Chú, nhà thơ, nhà thư tịch, nhà bác học, quan nhà Nguyễn (sinh 1782)